# Pidok, Reșetîlivka
Pidok (în ucraineană Підок) este un sat în comuna Suhorabivka din raionul Reșetîlivka, regiunea Poltava, Ucraina.

## Demografie
Componența lingvistică a localității Pidok
     Ucraineană (100%)
Conform recensământului din 2001, toată populația localității Pidok era vorbitoare de ucraineană (100%).